# Tylosis
Genre
Tylosis est un genre de coléoptères de la famille des Cerambycidae.

## Liste d'espèces
Selon Catalogue of Life (26 août 2014) :
- Tylosis dimidiata
- Tylosis hilaris
- Tylosis jimenezi
- Tylosis maculatus
- Tylosis nigricollis
- Tylosis oculatus
- Tylosis puncticollis
- Tylosis suturalis
- Tylosis triangularis

Selon ITIS (26 août 2014) :
- Tylosis jimenezii Duges, 1879
- Tylosis maculatus LeConte, 1850
- Tylosis oculatus LeConte, 1850
- Tylosis puncticollis Bates, 1885